# V LIVE
V LIVE는 대한민국의 영상 스트리밍 사이트이다. 안드로이드와 iOS에서 지원되고 있으며, 네이버가 운영 및 소유하고 있다. 아이돌이 직접 방송을 켜고 끌 수 있는 플랫폼으로 운영되고 있다. 주로 사용하는 사용자층은 아이돌의 팬들이 대다수다. 2015년 8월 1일 베타 서비스를 거쳐 2015년 9월 1일에 정식 서비스를 시작하였다. 서비스 시작 당시에는 아이돌의 실시간 방송에 초점이 맞춰져 있었지만, 현재는 아이돌을 대상으로한 프로그램들 역시 생방송이나 녹화를 통해 팬들에게 프로그램을 홍보하는 등 다양한 콘텐츠들이 주를 이루고 있다. 2023년 1월 이후에는 위버스와 통합되어 제공된다.

## V LIVE+
콘서트나 팬미팅처럼 오프라인에서 이뤄지는 공연들을 유료로 결제해 직접 가지 못한 팬들이 집에서도 함께 즐길 수 있도록 만들었다. V앱에서 사용할 수 있는 V코인을 구매해 결제해야 한다.
대부분 500~1000 코인으로 값이 책정되어 있다. (한화로 약 11,000~22,000원)
실제 앨범을 구매해 동봉한 코드를 입력하면 V LIVE 앱에서 영상을 볼 수 있는 경우도 존재한다. 이 경우에는 따로 구매가 불가능하다.

## FANSHIP
아티스트 별로 V 코인을 통해 구매하는 것이다. V 코인을 통해 구매하는 경우, 각 아티스트의 스티커와 응원봉을 얻을 수 있다. 정기 결제 (현금 결제)와 단기 결제 (30일만 결제, V코인으로 결제가 가능) 로도 나뉜다.
현재는 주로 흔히 말하는 공식 팬클럽이 주를 차지하고 있으며, V 코인 대신 현금 결제를 통해서 가입할 수 있다. 주로 웰컴 키트(공식 팬클럽에게만 주는 굿즈)의 유무에 따라 금액이 다르  책정된다. (금액은 아티스트마다 다르다.)
공개되지 않은 미공개 영상 및 사진, 텍스트 콘텐츠를 가입한 팬들에게 공개하며, V LIVE 앱 내에서 회원 전용의 게시판이 제공된다. 라이브 영상과 이후에 올라온 녹화된 영상을 시청할 때 광고 없이 영상을 볼 수 있다는 혜택이 있다.
또한 기본적인 V LIVE 채팅 시스템과 달리, 팬십 결제를 한 사람만 볼 수 있는 채팅을 아이돌이 직접 만들 수 있다.

## 일정표
V LIVE  어플은 주로 '아이돌이나 배우들이 직접 켜는 실시간 방송'이라는 말을 앞세우고 있으나 뮤직비디오, 웹예능, 제작 발표회, 웹드라마 등의 콘텐츠가 시간을 정해져 올라오는 경우도 있다.
그러나 일정표에 있다고 해서 생방송이 아닌 것은 아니다. 웹예능이나 웹드라마는 특성상 생방송을 할 수 없지만, 제작 발표회나 쇼케이스, 보이는 라디오 같은 경우는 생방송으로 진행되고 있다.
일정표에 등록된 방송들은 사용자가 미리 확인하고 알림을 받을 수 있으며, 실시간 방송을 켠 경우에는 후에 일정표에 방송을 켰다는 사실이 등록된다.

## V ORIGINAL
오리지널이라고 붙어있지만 선공개일뿐 대다수의 프로가 타채널에서 시간을 두고 재업로드 된다. 장르는 예능, 웹드라마를 다루며 웹드라마가 많다.
현재는 아이돌 라디오라는 MBC 라디오를 방송 전 보이는 라디오 형식으로 진행하고 있으며, 루프탑 라이브 등 오로지 브이앱에서만 생중계 해주는 다양한 콘텐츠들이 늘어나고 있는 추세이다.

## 스티커
V 코인을 통해 각 아티스트의 모습이 담긴 스티커를 구매할 수 있다. (50~100코인)
구매한 스티커는 V LIVE 앱 내 방송에서 사용할 수 있다. 그 아티스트의 스티커는 다른 아티스트의 채널에서는 사용이 불가능하다.
아티스트가 그려지지 않은 캐릭터성 스티커일 경우, 모든 채널에서 사용이 가능하다.

## V LIVE AWARDS
2019년부터 V LIVE가 직접 개최한 시상식의 하나로,  V LIVE 어플 내에서 채널을 열고 활동한 모든 아티스트를 대상으로 한 시상식이다.
전 세계 이용자들에게 가장 많은 사랑(댓글 및 하트)을 받은 아티스트들이 상을 받는 시상식으로 진행되었으며,  V LIVE가 갖고 있는 Fanship 기능을 활용하여 사전 투표 및 선예매를 진행했다.